# Волчеягодник
Волчея́годник, или Во́лчник, или Во́лчье лы́ко (лат. Dáphne) — обширный род растений семейства Волчниковые (Thymelaeaceae), включающий вечнозелёные и листопадные небольшие кустарники, растущие преимущественно в горных и равнинных районах умеренного и субтропического поясов Евразии, Северной Африки и Австралии. Они известны благодаря своим душистым цветкам и ядовитым ягодам.

## Название
Род был впервые описан К. Линнеем и им же было дано название лат. Dáphne, в переводе с греческого означающее «лавр», за сходство листьев представителей рода с листьями лавра. По древнегреческому мифу, Дафна превратилась в лавровое дерево, убегая от преследовавшего её Аполлона.

## Ботаническое описание
Листопадные или вечнозелёные кустарники.
Листья очерёдные, редко супротивные, короткочерешчатые, цельнокрайные.
Цветки двуполые, в кистях, головках или пучками, с четырьмя (реже с пятью) лепестками, сросшимися у основания в трубку. Их цвет варьирует от зеленовато-жёлтого до белого и розового. Вечнозелёные виды волчеягодника имеют чаще всего зеленоватые цветки, а листопадные — розовые. Столбик короткий, с крупным шарообразным рыльцем. Тычинок 8—10 (в два ряда). Большинство видов растения цветут поздней зимой или ранней весной. Представителям рода свойственна каулифлория (образование цветков из спящих почек прямо на стволах побегов), которая встречается чаще у растений тропической зоны, чем умеренной.
Плод — сочная костянка, ярко-красная, часто чёрная, а иногда и белая. Яркие сочные плоды привлекают зарянку, дроздов и других птиц и с их помощью распространяются. Зажурило К. К. нашёл в околоплоднике волчеягодника алтайского (Daphne altaica) следы вскрывающегося механизма, что указывает на происхождение плодов волчника из коробочки.

## Хозяйственное значение и применение
Волчеягодник бумажный (Daphne papyracea) используется в Непале для производства лучших сортов бумаги.
Волчеягодник обыкновенный выращивается в качестве декоративного кустарника, красив во время цветения и плодоношения. Из-за его ядовитости следует избегать посадки в местах, доступных детям.
Южноазиатский вид Daphne indica применяется в гомеопатии.

## Охрана
Волчье лыко, хотя и имеет широкий ареал, занесено в Красную книгу Подмосковья. Волчеягодник Софии (Daphne sophia) обитает лишь в дубравах Среднерусской возвышенности. Волчеягодник боровой (Daphne cneorum) встречается только в сосняках и на меловых отложениях Украины, Белоруссии и Курской области. Основными лимитирующими факторами этих видов являются сбор растений в качестве лекарственного сырья и на букеты во время цветения, а также изменение их мест обитания. Наибольшее опасение у ботаников вызывает волчеягодник баксанский (Daphne baksanica). Он, возможно, исчез из мест своего естественного обитания. В 1986 году ботаники обнаружили это растение лишь в каменистых ущельях Центрального Кавказа на высоте 1100—1250 м над уровнем моря. С тех пор его уже не находили.

## Виды
По информации базы данных The Plant List, род включает 92 вида. Некоторые из них:
- Daphne alpina L. — Волчеягодник альпийский
- Daphne altaica Pall. — Волчеягодник алтайский
- Daphne blagayana Freyer — Волчеягодник Благая
- Daphne caucasica Pall. — Волчеягодник кавказский
- Daphne cneorum L. — Волчеягодник боровой, или Боровик
- Daphne genkwa Siebold & Zucc. — Волчеягодник генква
- Daphne glomerata Lam. — Волчеягодник головчатый, или Волчеягодник скученный
- Daphne gnidium L. — Волчеягодник книдийский
- Daphne kamtschatica Maxim. — Волчеягодник камчатский
- Daphne laureola L. typus[2] — Волчеягодник лавровый
- Daphne mezereum L. — Волчеягодник обыкновенный, или Волчеягодник смертельный, или Волчье лыко
- Daphne miyabeana Makino — Волчеягодник Миябе
- Daphne oleoides Schreb. — Волчеягодник маслиноподобный
- Daphne papyracea Wall. ex G. Don — Волчеягодник бумажный, или Локта
- Daphne petraea Leyb. — Волчеягодник каменный
- Daphne pontica L. — Волчеягодник понтийский
- Daphne sericea Vahl — Волчеягодник шелковистый
- Daphne sophia Kolenicz. — Волчеягодник Софии
- Daphne tangutica Maxim. — Волчеягодник тангутский
- Daphne taurica Kotov — Волчеягодник крымский

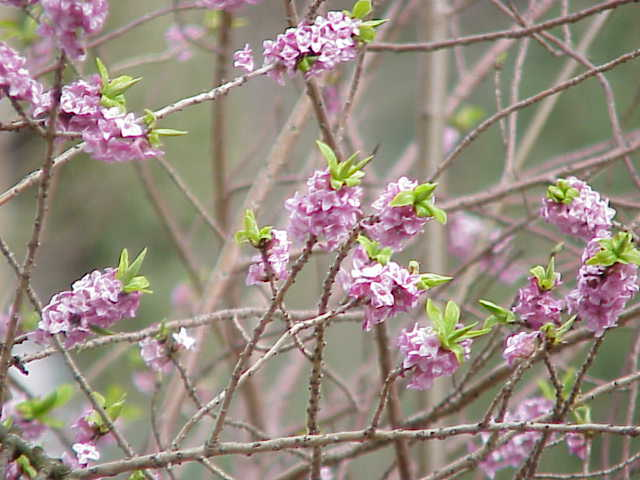
Цветки Daphne mezereum
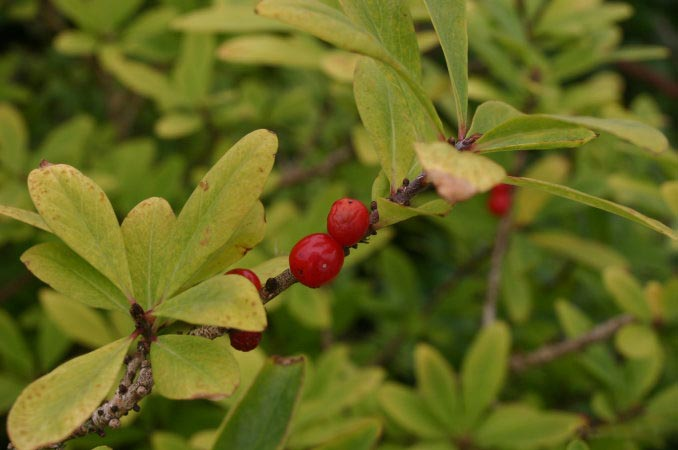
Ягоды Daphne mezereum
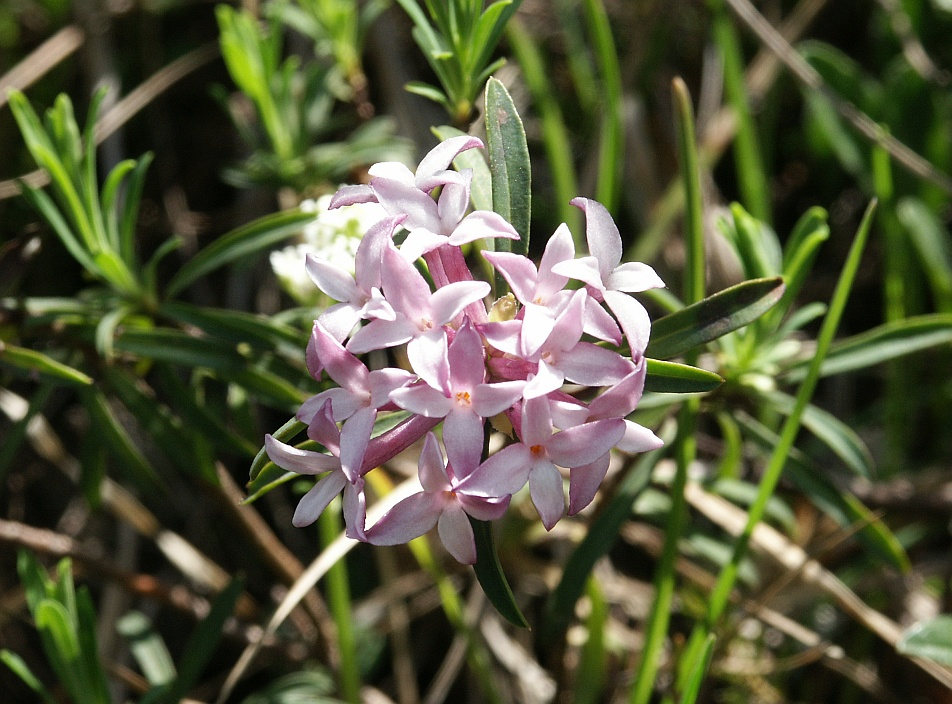
Цветки Daphne striata
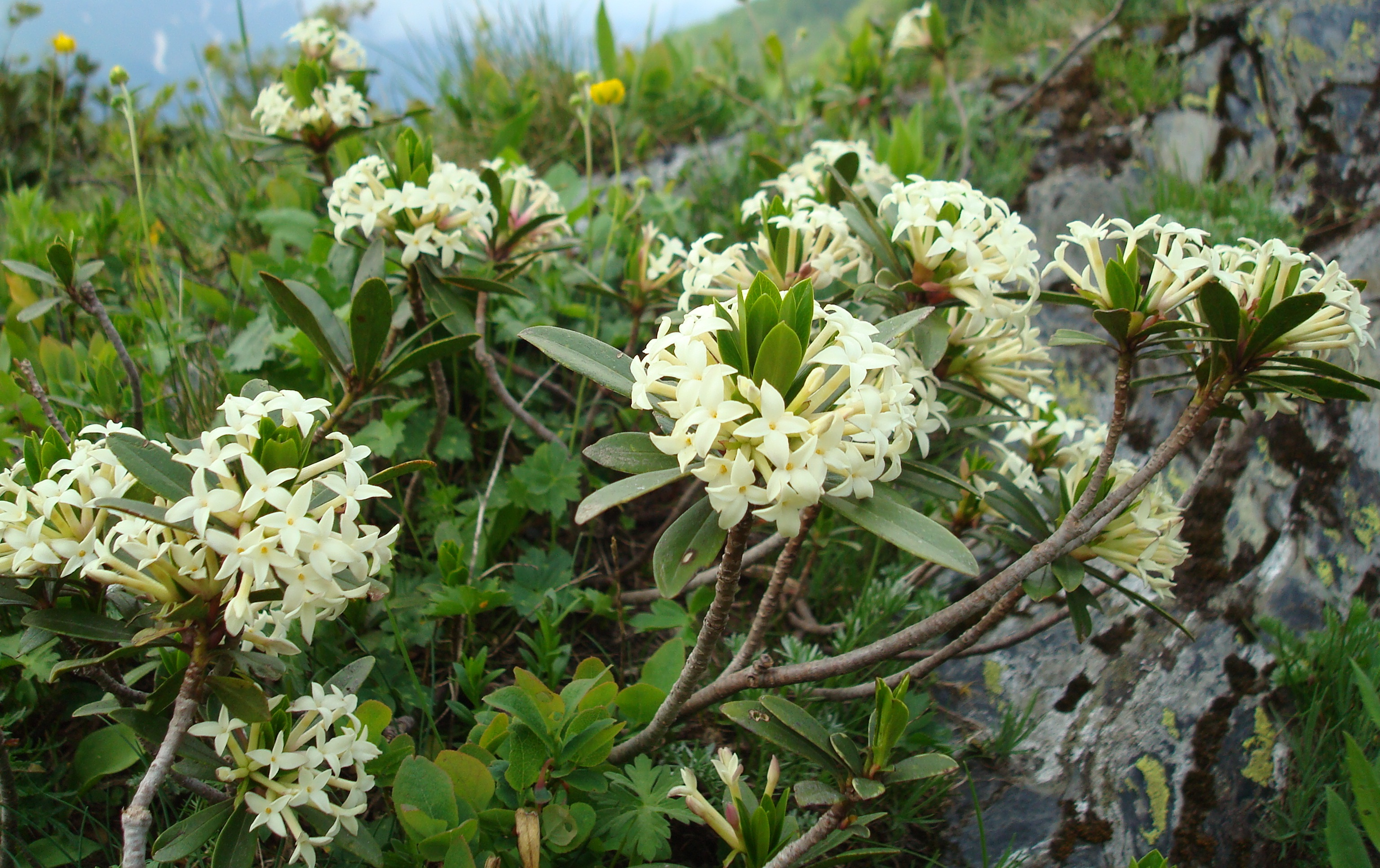
Цветки Daphne glomerata